# 순천월전중학교
순천월전중학교(順天月田中學校)는 대한민국 전라남도 순천시 월등면 농선리에 있는 공립 중학교이다.

## 학교 연혁
- 1971년 3월 12일 : 승주월전중학교 개교
- 1995년 4월 24일 : 순천월전중학교 개명
- 2023년 3월 1일 : 제21대 선은초 교장 부임
- 2025년 1월 8일 : 제52회 졸업(졸업생 13명, 총 9,325명)
- 2025년 3월 4일 : 신입생 15명 입학

## 참고 자료
- 순천월전중학교 - 한국교육학술정보원 학교알리미